# Luigi Cosenza
Luigi Cosenza, (Nápoles, Italia, 31 de julio de 1905 - 3 de abril de 1984) fue un ingeniero, arquitecto y urbanista italiano.

## Biografía
De familia de ingenieros apegada a la cultura napolitana del siglo XIX, se licencia en 1928 como Ingeniero de Puentes y Caminos en la Facultad de Ingeniería de la Universidad de Nápoles.
Su primera obra es el Mercado Ittico en Nápoles donde se unió a la naciente corriente racionalista, de la conexión entre la elaboración de una intervención constructiva y el proceso de desarrollo coordinado de todo el territorio implicado. De hecho, el Mercado Ittico fue estudiado con la reorganización de la vía Marina y aparece ya incorporada la idea de la nueva vía Marítima para Nápoles, eje de unión este-oeste de gran importancia para la ciudad, que será proyectada por Cosenza casi veinte años después. Participa, sin éxito, en los grandes concursos nacionales para el Auditorium y del Palazzo Littorio de Roma.
En los años treinta inicia la relación con las revistas de arquitectura Casabella y Domus y la colaboración con Bernard Rudofsky, arquitecto vienés. En este decenio, Cosenza estudia el diseño de la arquitectura privada en la casa unifamiliar realizando villa oro y villa Savarese sobre la colina del Posillipo, fijándose en la arquitectura mediterránea presente en el golfo de Nápoles y en la poética racionalista de la arquitectura contemporánea.

### Desempeño en la Segunda Guerra Mundial y en la posguerra
Durante la Segunda Guerra Mundial está en Roma como intérprete del Estado Mayor. En la revista Comando, más allá de escribir diversos artículos y reseñas, publica un estudio urbanístico sobre la Ciudad Militar. En 1943, de acuerdo con Adriano Olivetti, construye una eficaz referencia territorial, elaborando un estudio del Plan Regional de la Campaña. Se adscribe al Partido Comunista Italiano.
Después de la guerra, sigue la fase de la reconstrucción, el Plan regulador de Nápoles, el Plan de Reconstrucción de la Vía Marittima, los conocidos planes para Fuorigrotta y Bagnoli, la planificación parcelaria de Torre Annunziata, siendo estas propuestas intervenciones significativas para la renovación de las áreas afectadas por la destrucción de la guerra. En el mismo periodo realiza el estudio para la industrialización y prefabricación de los edificios, creando el CESUN (Centro Studi per l'Edilizia), en la Facultad de Ingeniería de Nápoles: proyecta el Cuartel Experimental de Posillipo, iniciando la construcción con el uso de las técnicas de prefabricación más innovadoras, la creación de un entorno similar a la construcción experimental que efectúa en Milán, Piero Bottoni. En este mismo periodo realiza significativos núcleos residenciales de edificios populares: los cuarteles de Poggioreale, Capodichino, Barra, Luzzatti, vía Consalvo, San Giovanni a Teduccio. Todos coherentes con el Plan Regulador vigente.

### Años 1948 a 1958
En el decenio 1948-1958 enseña Composición Arquitectónica y Proyectos Constructivos en la Facultad de Ingeniería de Nápoles. Afronta en el Consejo Comunal la acción para dirigir un desarrollo coordinado y coherente de la ciudad de Nápoles, «fijando incluso una vuelta la necesidad edificios» al contenido social del territorio. En estos años proyecta y construye la fábrica Olivetti en Pozzuoli y la nueva Facultad de Ingeniería de Nápoles. Lucha con las ideas del mundo académico y en 1958 renuncia a la enseñanza universitaria.
Los años que van de 1959 a 1965 constituyen el decenio de las ideas para la planificación, como gran esperanza de racionalidad en el desarrollo del territorio. Proyecta los Planes Intercomunales de Torre Annunziata, Ercolano, del Aversano. Estudia los grandes contenidos del crecimiento social: los problemas del trabajo, de la industrialización edifical, de la casa, del tiempo libre, de los transportes, centrándose en aquellos de carácter colectivo. Profundiza en el conocimiento de la tipología urbanística y residencial, en vista también, de los nuevos procesos productivos alcanzados en Europa y en Italia. Pero son también años de gran desilusión. Entra en polémica con los contenidos exigidos por la Administración estatal y de los entes locales, se convierte en proyectista del Plan Regional y del Plan Regulador de Nápoles de 1969. 

### Última etapa de su vida
En 1974 elabora el proyecto, iniciado a finales de 1965, de la ampliación de la Galería Nacional de Arte Moderno de Roma.
La permanencia de los rígidos principios generadores de la propia moral e intelectual determina una fase de progresivo aislamiento. Avanza la vejez y la amargura por no conseguir el éxito, entre las fuerzas democráticas y culturales, en determinar un proceso efectivo de crecimiento de la sociedad incidiendo en el modo más profundo en sus transformaciones.

## Obras

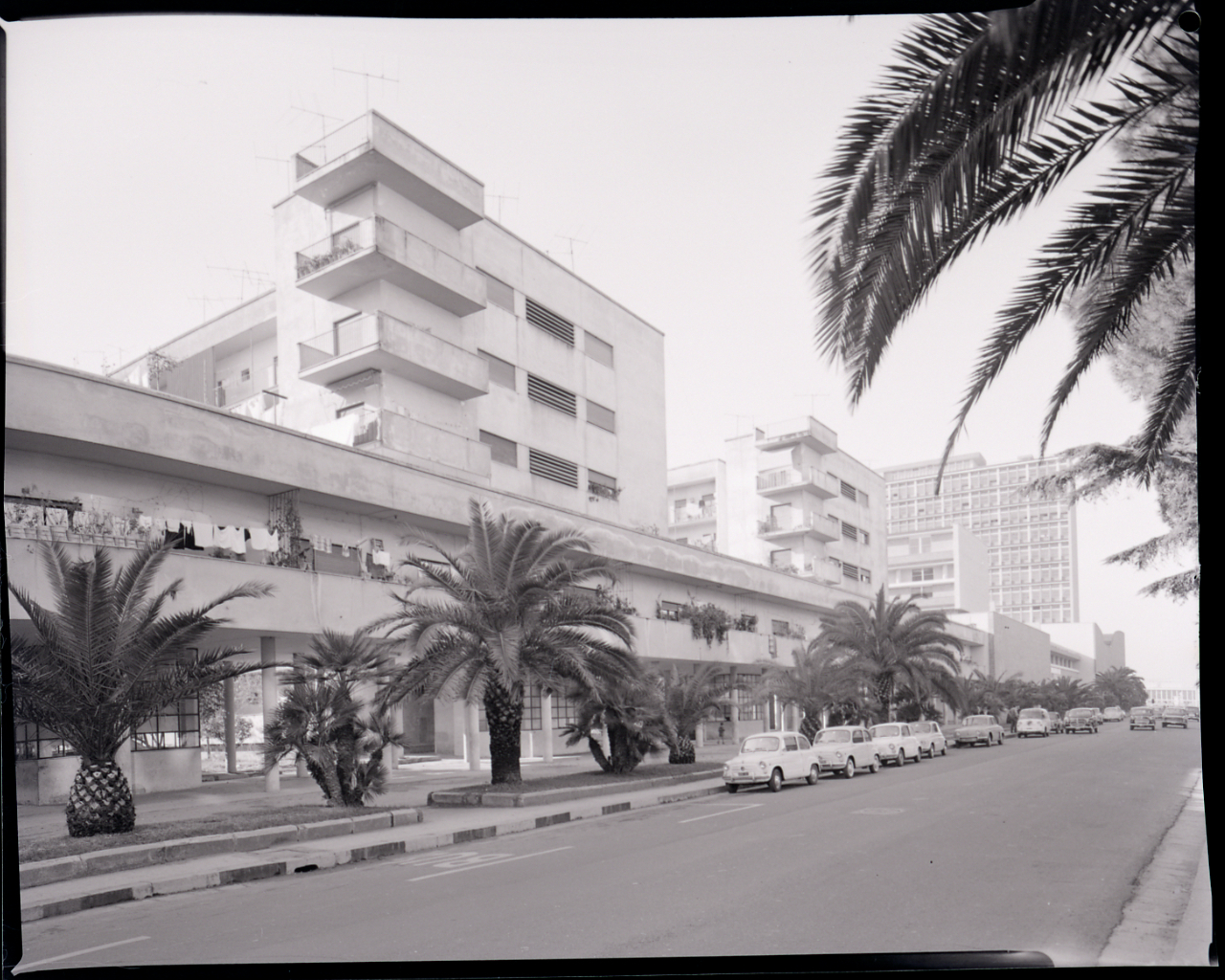
Case popolari di Viale Augusto. Foto de Paolo Monti

- Complejo de la Torre Ranieri. (Con Francesco Della Sala y Adriano Galli).
- Villa Oro. (Con Bernard Rudofsky).
- Villa Savarese.
- Villa Ferri. (Con Della Sala).
- Facoltà d'Ingegneria.
- Case Popolari di Via Consalvo e Viale Augusto.
- Centro Formazione Edili.
- Casa Sacchi.
- Palazzo del Circolo della Stampa. (Con Marcello Canino).
- Mercato Ittico de Nápoles.
- Rione D'Azeglio. (Con Carlo Coen y Della Sala).
- Rione Cesare Battisti.(, Con Francesco Di Salvo y Alfredo Sbrizolo).
- Rione Mazzini. (Con Di Salvo, Della Sala, Coen y Carlo Cocchia).
- Fábrica Olivetti de Pozzuoli.
- Casa Cernia ad Anacapri;
- Ampliación de la Galería Nacional de Arte Moderno de Roma